# Kenji Harima
Kenji Harima (播磨 拳児 Harima Kenji?) es el protagonista masculino del manga y la serie de anime School Rumble y el personaje más popular de esta misma.

## Descripción
Un delincuente juvenil incapaz de expresar sus sentimientos con claridad. Está enamorado de una chica de su instituto, Tsukamoto Tenma (la protagonista femenina), y aunque lo intenta es incapaz de conquistarla, de hecho la mayoría de sus intentos terminan en horribles malentendidos con las amigas de Tenma. 
Tiene la habilidad de comprender el lenguaje de los animales, ya que desde hace mucho posee y convive con varias mascotas exóticas que van desde una jirafa (Piotr), un león, elefante, un cerdo (Napoleón), pingüino y una rana (Alexander) entre muchos otros. Además los puede usar para la adivinación.
De su familia es poco lo que se sabe, ya que años antes de ingresar al Yagami había abandonado a su familia para vivir de forma independiente, por lo que jamás ha mencionado a sus padres, sin embargo tiene un hermano pequeño llamado Shuuji a quien le gusta Yakumo. Al ingresar al instituto, abandonaría el cuarto que rentaba para vivir con Itoko Osakabe, profesora de física del instituto y su prima, quien gusta torturarlo y molestarlo, pero que en el fondo lo quiere y se preocupa por él.

## Historia
Desde que se sabe, Harima Kenji ha sido un delincuente juvenil y alumno problema, conocido tanto por su agresividad como por su gran fuerza y habilidad en la lucha, que le han dado una merecida fama de peleador sanguinario e invencible. Cuando estaba en secundaria decidió vivir solo ya que siempre se ha definido como un alma libre, al punto de considerarse su propio dios. 
Un día, mientras paseaba, vio a un sujeto atacando a una muchacha con un cuchillo (Tenma) y la defendió, ganándose por este acto una cicatriz que va desde su hombro derecho a la cadera izquierda. Como la muchacha, Tenma, se desmayó, la llevó a su casa para que descansara, pero por un malentendido ella creyó que era para aprovecharse, por lo que huyó de él. 
En ese momento Harima se dio cuenta de que se había enamorado y deseaba estar con ella, por lo que decidió dejarse crecer el cabello y la barba, además de usar gafas de sol para que cuando se volvieran a ver, al ingresar ambos al Instuto Yagami, ella no lo reconociera y se asustara, sin embargo, continuó con su actitud rebelde y violenta hasta segundo año, punto de inicio del manga cuando se volvieran compañeros, y donde comenzaran a cambiar su actitud gradualmente.
Durante su estadía en la preparatoria Yagami su único interés para asistir fue encontrar el momento para poder declarase y despertar en Tenma el amor hacia él, sin embargo las múltiples vivencias y desengaños que vivió allí lo condujeron no solo a conocer entre sus compañeros a un extraño grupo de gente que a final de cuentas consideró sus amigos, sino también encontró gracias a eso su destino como mangaka, oficio al que se dedicaría desde segundo año.
A pesar de que su único deseo es lograr el amor de Tenma, su real prioridad es la felicidad de la muchacha, por lo que cuando Karasuma abandonó el país por culpa de su enfermedad Harima fue quien obligó a Temna y convenció al resto de sus amigos que le ayudaran a reunirlos en Norteamérica a pesar de que esto le rompió el corazón.
Según se explica en School Rumble Z, Harima vivió algún tiempo en la casa Tsukamoto junto a Yakumo y Sara, también se muestra que en el futuro próximo viviría épocas de pobreza al no poder vender sus mangas, posteriormente ganaría fortuna como beisbolista, pero perdería todo en un incendio, por lo que retomaría su carrera como mangaka.
Finalmente también se muestra una imagen de mucho tiempo más adelante cuando se le ve visitando a Karasuma y Tenma para presentarles junto a Eri al hijo de ambos tuvieron.

## Intereses Amorosos

### Tenma Tsukamoto
Toda la atención de Harima está centrada en lograr el amor de Tenma desde el día que la rescatara de un agresor hace años atrás, llegando en ocasiones a sugestionarse y ver actitudes ficticias en ella que según cree confirman que está enamorada de él; es normal que esto suceda aún tras saber que ella ama a Karasuma. 
Por lo general inventa algún plan o estrategia para que ella lo aprecie, pero estos se enredan y terminan causando malentendidos y problemas. De la misma forma, en más de una ocasión ha intervenido de forma que Karasuma y Tenma puedan lograr un acercamiento, inclinándose por la felicidad de la joven antes que la suya.

### Eri Sawachika
A pesar de que el trato de Harima hacia Eri es poco amable y nada sutil, se ganó el corazón de la muchacha por ser una de las pocas personas que no le da atenciones especiales por su nivel económico y ser siempre franco con ella. Sin embargo, no se da cuenta de que le gusta a Eri, aunque esta le da bastantes indirectas. Ella suele llamarlo Hige que significa bigote en japonés, ya que este en un principio tenía un poco de bigote el cual se corta por la opinión de Tenma. Según Harima, el duro trato que recibe de parte de Eri es porque ella se ofendió al declarársele una vez que la confundió con Tenma. 
Curiosamente y a pesar de tenerla muy mal catalogada, siempre se ha preocupado inconscientemente por ella y ha tenido actitudes que él mismo no se explica; no sólo es la única persona que permite lo agreda sin defenderse, sino también se ha comido lo que ella prepara a pesar del mal sabor, la ha aconsejado y consolado en momentos de necesidad e incluso se ha sincerado sobre sus preocupaciones y ha sonreído honestamente para ella, dos cosas que jamás ha mostrado ni siquiera a Tenma o Yakumo.

### Yakumo Tsukamoto
Cuando comenzó su secreta carrera como mangaka, Yakumo, quien se sentía algo atraía por él desde que lo conoció, encontró algunos de sus bocetos, por lo que Harima le pediría que lo asistiera. Tras esto se convertiría en su crítica, ayudante y confidente, ignorando que cada día ella se sentía un poco más atraída por él hasta darse cuenta de que lo amaba. 
Pero Yakumo, lejos de buscar una relación con él, busca la forma de convertirlo en la pareja de su hermana, no por la felicidad de Harima, sino porque a sus ojos es el hombre perfecto, y como tal, cree que debe estar con Tenma, ya que siempre ha renunciado a lo bueno que le ha sucedido para cederlo a su hermana mayor.

### Tae Anegasaki
Finalmente, la última pretendiente que tiene es Tae Anegasaki, una mujer adulta que trabaja como enfermera. Harima la conoció tras enterarse de que Tenma amaba a Karasuma; cosa que lo sumió en una depresión, lo hizo abandonar la casa de su prima y el colegio, tras esto la conocería en un parque y ella lo acogió en su casa, conviviendo varias semanas.
Tras recuperar su ánimo, Harima se despediría de Tae a pesar de que esta le declarara su amor y le propusiera una relación, sin embargo él prefirió ser fiel a sus sentimientos y buscar una oportunidad con Tenma. Tiempo después llegaría al instituto para trabajar en la enfermería, revelando que conocía a Harima y sin incomodarse por reconocer que le gusta y que desearía estar con él.

## Habilidades
Aunque no practica ningún tipo de arte marcial o deporte, es un peleador sobresaliente ya que posee gran experiencia en peleas callejeras. Dueño de una tremenda fuerza y velocidad, son contadas las personas que pueden compararse a él; entre los que están Hanai, Harry, Tougo, Karen, Lala y Karasuma. 
El sueño de Harima es convertirse en un mangaka, y la mayoría de sus historias tienen como protagonistas a sí mismo y a Tenma, pero se avergüenza que sepan sobre su afición, ya que su imagen ruda es muy importante para él, por ello dibuja bajo el seudónimo Harima Hario fijándose como meta que si logra convertirse en mangaka, se declarará a Tenma sin dudarlo. 
Desde muy pequeño ha manejado la motocicleta, por lo que posee un gran dominio y experiencia, a pesar de que aún no es mayor de edad. Posee su propia motocicleta (aunque en el manga se explica que en realidad es de Itoko), la cual estima y protege, por lo que rara vez deja que alguien la monte, poniéndose muy violento cuando alguien se acerca a ella sin permiso, excepciones a esto son algunas de sus compañeras y amigos, especialmente Tenma, Eri y Yakumo.
Cuando tiene problemas para terminar un trabajo, acude a Yakumo para que le ayude y al verlos juntos todos confunden su relación con un noviazgo; lo que ocasiona muchos malentendidos con Tenma (quien lo ve como el novio de su hermana pequeña), con Hanai (quien está enamorado de Yakumo y ve a Harima como un rival, por lo que suelen pelear a menudo) y con Eri.

## Apariencia
A lo largo de la serie es el personaje que sufre el mayor número de transformaciones de imagen. 
Originalmente en la secundaria era un muchacho delgado y de pelo corto, tras enfrentar al sujeto que atacara a Tenma, ganaría una profunda cicatriz en su espalda desde su hombro derecho a la cadera izquierda que llevaría de por vida. 
Al comienzo de la serie se viste con el uniforme de la escuela o ropa negra llevando el pelo largo con una cinta o diadema, gafas oscuras, bigote y algo de barba en el mentón, además su musculatura está muy desarrollada (como Eri pudo comprobar). Posteriormente, se deja crecer la barba casi hasta la cintura para después afeitarse completamente.
El siguiente cambio de imagen corre por cuenta de Eri, quien en un ataque de celos se arroja sobre él y navaja en mano afeita su cabeza, por lo que es común verlo usando después una boina roja. 
Al hacerse pescador se corta el cabello conservando solo sus gafas, a partir de este punto comienza a vestirse con un traje negro y camisa blanca. 
Para la segunda temporada, ha crecido nuevamente su cabello y sigue usando sus gafas, pero ya no usa bigote, lo que le da un aspecto menos amenazador y más cercano a su edad real. Desde aquí, cuando no lleva uniforme, suele vestir una polera azul con cuello y pantalones oscuros y agregando su boina cuando trabaja en sus mangas, abandonando así parte de su imagen rebelde.
- Datos: Q9017432